# Forn Siðr - Asa- og Vanetrosamfundet i Danmark

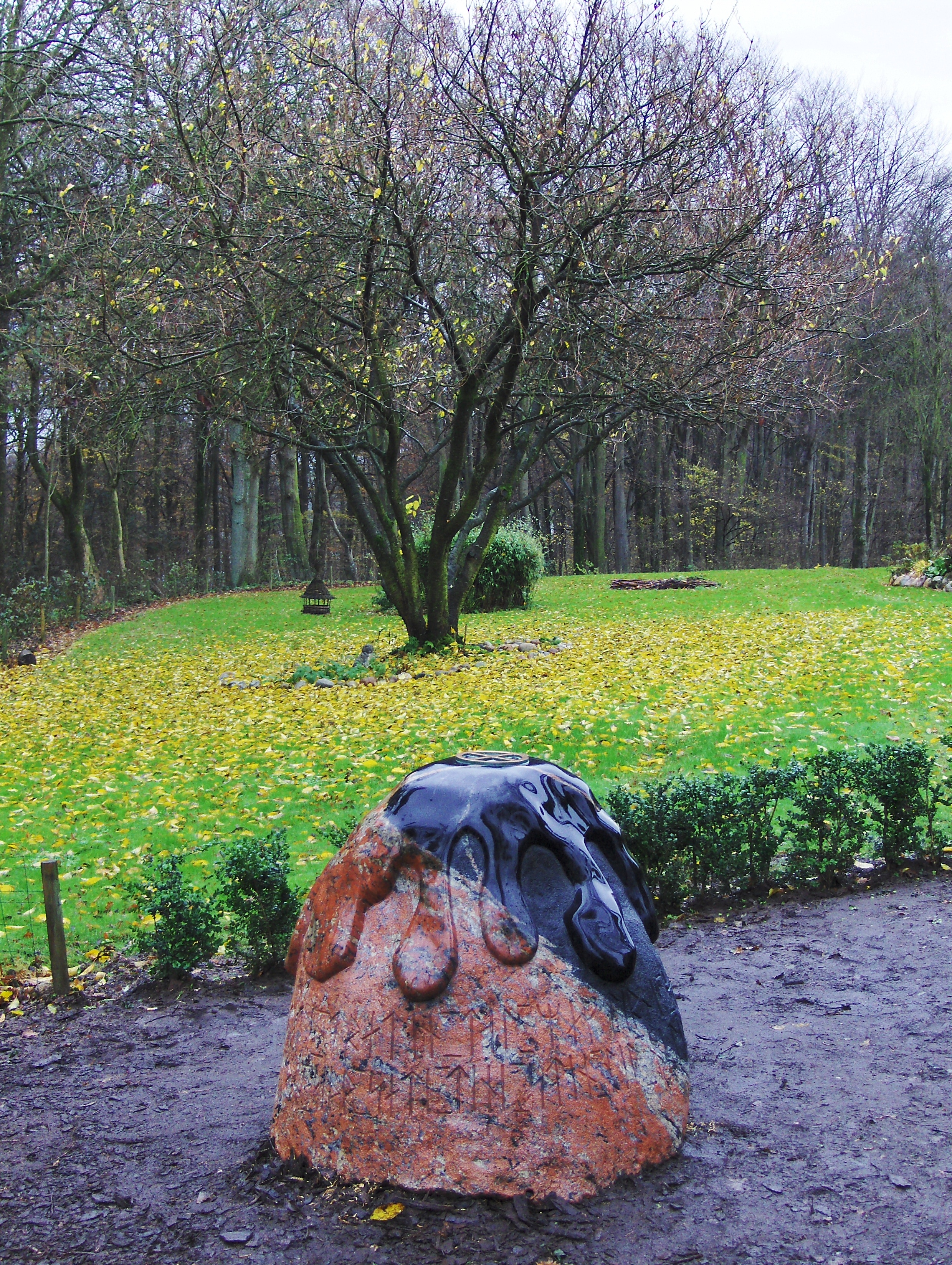
Runristad sten rest av samfundet i Jelling i november 2006

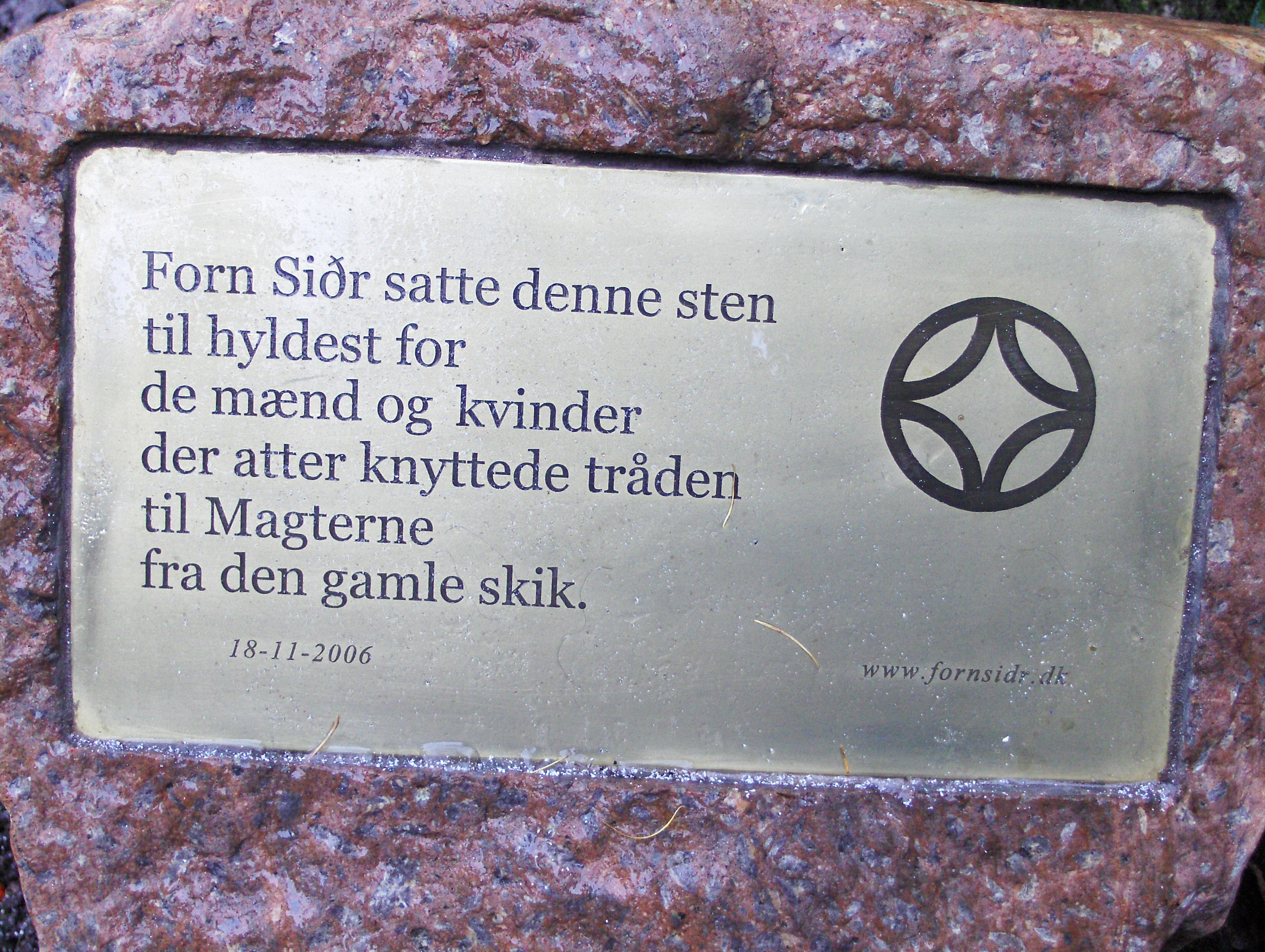
Stenens plakett.

Denna artikel handlar om ett danskt samfund. Om du söker allmän information, se Forn sed.
Forn Siðr - Asa- og Vanetrosamfundet i Danmark är ett av det danska kyrkoministeriet erkänt trossamfund för utövare av modern asatro i Danmark.

## Trosgrund och verksamhet
Forn Siðr anger den poetiska Eddan som trosskrift, och har en trosbekännelse, där medlemmar bland annat bekräftar att de "tror på alla Asar och Vaner, och allt som uppkom av Ymers kropp". Samfundet avvisar dock absoluta dogmer, och lämnar stor frihet för medlemmarna att tro vad de själva vill.
Samfundets viktigaste ritual är blotet. Ett officiellt blot ska ledas av en person (en kvinnlig "gydja" eller en manlig "gode"), och där ska förutom själva offret också förekomma drickande ur ett kärl som skickas runt, citat ur den poetiska Eddan, och en gemensam måltid. Det finns ytterligare förslag på utformning, men stor frihet att utforma egna ritualer. För att en person ska få vara gydja/gode är den viktigaste kvalifikationen att medlemmar känner förtroende för vederbörandes sätt att leda ritualer.
Samfundet har sedan år 2003 vigselrätt, och har sedan 2009 en hednisk gravplats i Odense

## Organisation
Forn Siðr hade enligt egen uppgift ungefär 600 medlemmar år 2010. Organisatoriskt är samfundet en vanlig förening, med ett allmänt årsmöte ("Alltinget") som väljer en styrelse på 7 personer. Samfundet är partipolitiskt obundet, men förbjuder allt slags samröre med nazism.

## Historik
Forn Siðr bildades år 1997. År 1999 ingav samfundet en ansökan till det danska kyrkoministeriet om att officiellt erkännas som trossamfund. Ansökan godkändes först efter att samfundet redovisat en gemensam blotritual och utbildning för godar/gydjor, och preciserat vad den gemensamma trosgrunden utgörs av. Ansökan godkändes år 2003.